# علي سعد (وزير)
الدكتور علي سعد (مواليد 1953 في دمشق) هو وزير التربية والتعليم السابق في سوريا وعضو منتخب في اللجنة المركزية وعضو في حزب البعث. حاصل على شهادة الدكتوراه في علم النفس من جامعة بوخارست.

## وصلات خارجية
- أمر محجوب يمنع النقاب في الفصول الدراسية السورية, فيل ساندز، ذا ناشيونال، 8 يوليو 2010
- إن حظر النقاب في سوريا هو جزء من صدام داخل الإسلام نفسه, فيصل اليافعي، «معتقدات سيف» في الغارديان، 19 يوليو 2011
- سوريا تحظر النقاب من الجامعات, أسوشيتد برس، الغارديان، 20 يوليو 2010
- سوريا تخفف حظر الحجاب للمدرسين, أسوشيتد برس، 6 أبريل 2011
- سؤال وجواب: علي سعد وزير التربية والتعليم, داليا حيدر، سوريا اليوم، فبراير 2011